# Entalophoroecia clavata
Entalophoroecia clavata is een mosdiertjessoort uit de familie van de Plagioeciidae. De wetenschappelijke naam van de soort is voor het eerst geldig gepubliceerd in 1859 door Busk.